# بریلیم کلرید

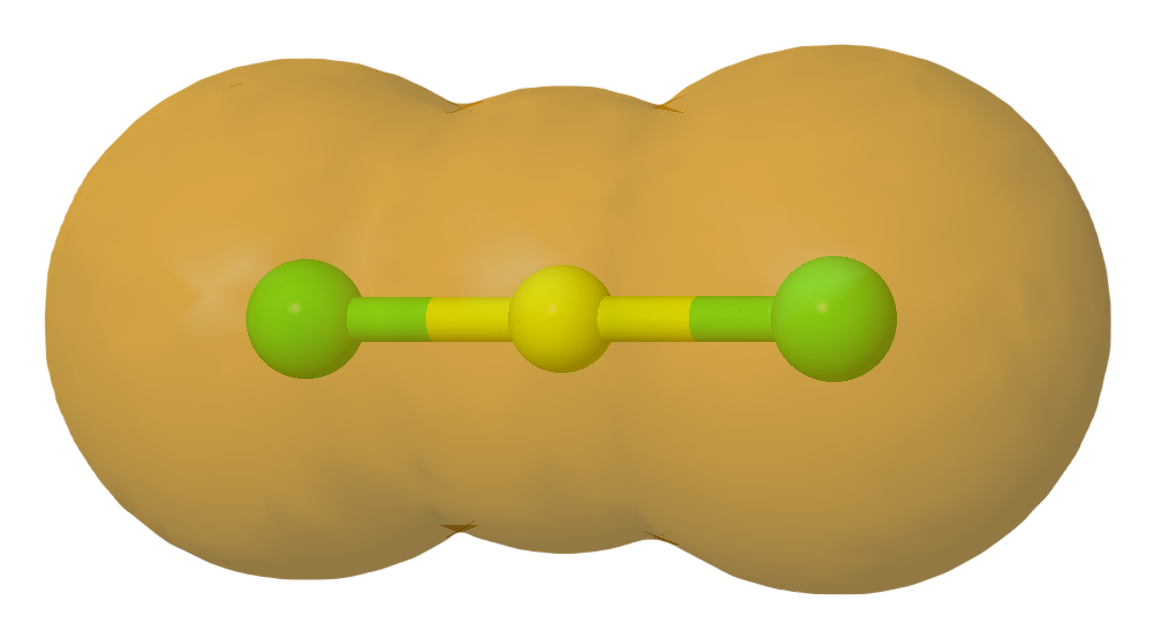
Beryllium-chloride-monomer-elpot-transparent-3D-balls

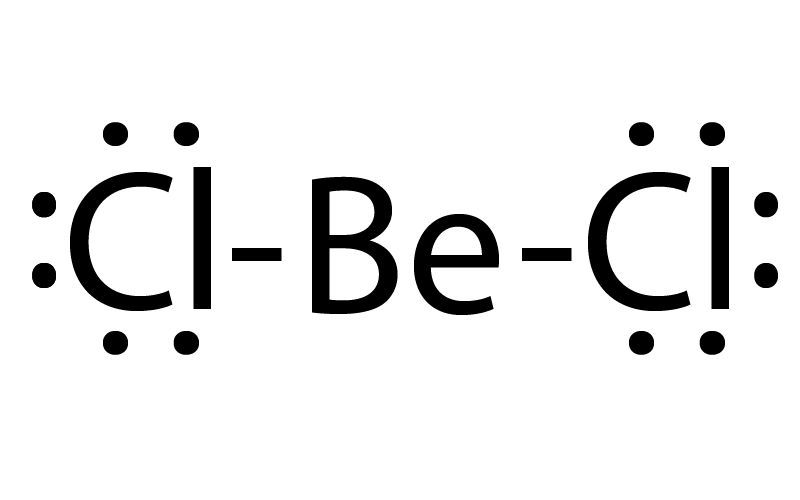
Beryllium Chloride

برلیم کلرید (به انگلیسی: Beryllium chloride) با فرمول شیمیایی BeCl۲ یک ترکیب شیمیایی با شناسه پاب‌کم ۲۴۵۸۸ است. که جرم مولی آن 79.9182 g/mol می‌باشد. شکل ظاهری این ترکیب، بلورهای زرد یا سفید است.